# Les Loges, Calvados
Les Loges är en kommun i departementet Calvados i regionen Normandie i norra Frankrike. Kommunen ligger i kantonen Aunay-sur-Odon som ligger i arrondissementet Vire. År 2022 hade Les Loges 141 invånare.

## Befolkningsutveckling
Antalet invånare i kommunen Les Loges
Referens: INSEE